# Sidonie al Japó

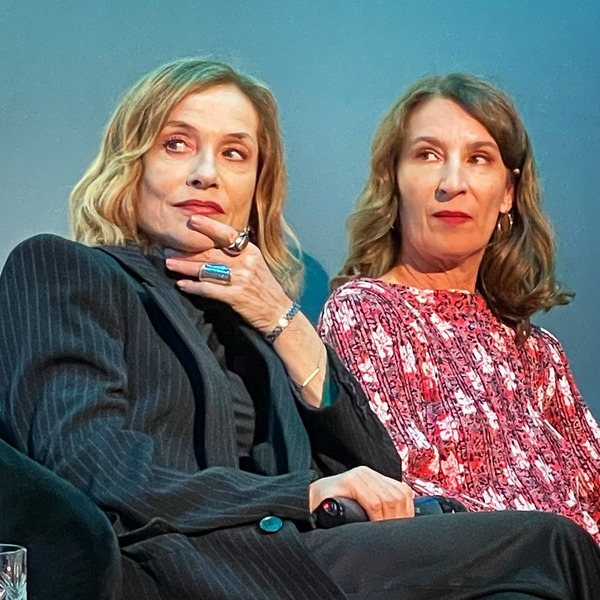
Isabelle Huppert i Élise Girard van presentar la pel·lícula al 41è Festival Internacional de Cinema de Múnic, el 30 de juny de 2024.

Sidonie al Japó (francès: Sidonie au Japon) és una pel·lícula de drama romàntic del 2023 coescrita i dirigida per Élise Girard i protagonitzada per Isabelle Huppert, Tsuyoshi Ihara i August Diehl. Es va estrenar al 80è Festival Internacional de Cinema de Venècia l'1 de setembre de 2023. S'ha doblat i subtitulat al català.
Girard es va inspirar per a la pel·lícula en el seu primer viatge al Japó, que va fer per promocionar la seva pel·lícula Belleville-Tokyo del 2011 La pel·lícula és una coproducció de França, Alemanya, Suïssa i Japó. És una de les últimes obres de la coguionista Sophie Fillières, que va morir dos mesos abans de la seva estrena.